# Pching-lu (Liao-tung a Šan-tung)
Pching-lu (čínsky pchin-jinem Pínglú, znaky zjednodušené 平卢, tradiční 平盧) byl historický region v severní Číně v 8. až 10. století, zprvu v Liao-tungu, později v Šan-tungu. 
Roku 719 bylo vládou říše Tchang zřízeno regionální obranné velitelství Pching-lu v čele s vojenským guvernérem ťie-tu-š’, odpovědnost guvernéra zahrnovala centrální a západní část Liao-tungu (Liao-jang a Ťin-čou) a přilehlou část severovýchodu Che-peje, guvernér sídlil v Jing-čou (dnes Čchao-jang, na západě Liao-tungu).
Roku 755 se posádka Pching-lu přidala k povstání An Lu-šana, ale následujícího roku přešla zpět na tchangskou stranu. Zůstala však izolována od ostatních tchangských sil a proto se roku 762 přeplavila do Šan-tungu. V Šan-tungu tím roku 762 vznikla vojenská oblast C’-čching Pching-lu, zkráceně též C’-čching, nebo Pching-lu, zahrnující celý Šan-tung a části Che-nanu, An-chueje a Ťiang-su. Ťie-tu-š’ oblasti C’-čching Pching-lu sídlil v Čching-čou. Třebaže tamní ťie-tu-š’  byli formálně loajální vůči tchangské vládě, do roku 819 si udrželi faktickou samostatnost. Vojenská oblast C’-čching Pching-lu přetrvala i období Pěti dynastií a deseti říší, byla zrušena říší Sung koncem 10. století.